# 박진구
박진구(朴進球, 1934년 12월 22일~2019년 3월 29일)는 대한민국의 정치인이다. 제13대 국회의원, 울주군수를 역임했다.

## 학력
- 온양국민학교 졸업
- 부산중학교 졸업
- 부산고등학교 졸업
- 서울대학교 법과대학 학사 졸업
- 서울대학교 행정대학원 행정학 석사 수료
- 대한민국 국방대학원 행정학 석사 수료

## 경력
- 대통령 비서실 정무비서관
- 내무부 소방국장
- 1979.07~1981.06 제21대 경상남도 진주시장
- 1985.12~1986.10 제15대 강원도 부지사
- 1986.10~1987.02 제17대 경상남도 부지사
- 1988.05~1992.05 제13대 울산시 울주군 국회의원
- 1998.07~2002.06 제1대 울산광역시 울주군수
- 2002.04. 한나라당 탈당

## 역대 선거 결과
|  | 40.13% |

|  | 23.47% |

|  | 52.26% |

|  | 38.84% |

|  | 36.96% |